# 辛裕烈
辛裕烈（： Shin Yu-Yeol），日文名重光聪（日语：／），是日韓混血的在日韓國人第三代，也是樂天集團創始人辛格浩的孫子及第二代會長辛東彬的長子。他目前擔任樂天集團的專務理事（董事）。
他的父親於1986年在野村證券英國分公司工作期間，辛裕烈在英國倫敦出生，兩年後於1988年回到日本。在日本，他與父親及叔叔一樣畢業於青山學院大學附屬的青山學院初中高等部，並非內部升學至青山學院大學，而是進入「早慶」之一的慶應義塾大學。畢業後，與父親一樣在美國哥倫比亞大學完成MBA學位，並獲得管理學碩士學位，曾在野村證券等公司工作。

## 樂天集團第三代經營繼承人
辛裕烈被評價為樂天集團第三代會長最有力的候選人。進入2020年代後，隨著辛東彬會長的東南亞出差，樂天集團對第三代經營的關注度提高。當時集團方面對於他是否參與第三代經營的問題表示，由於辛裕烈作為樂天日本分公司的常務並未持有股份，討論第三代經營尚為時過早，但他在日本分公司的常務職位上的表現得到高度評價，並且獲得辛東彬會長的支持。2022年，他在樂天化學被提升為常務後，還擔任了LSI（Lotte Strategic Investment）的代表，並於2023年6月成為樂天金融的代表，逐步擴大其影響力。2023年6月5日，為了辛裕烈的繼任工作，樂天控股新組建了一個名為「未來成長TF（Task Force）」的組織，並開始運作。該組織由一名首席級團隊長和其他三名成員組成，負責集團的中長期願景、未來成長動力的發掘以及新事業的開發。日本樂天控股也成立了同名的TF組織，雙方進行交流和合作。辛裕烈在2022年底的定期高管人事調整中被提升為常務，展現了其積極的經營姿態，2023年以來也通過與辛東彬會長共同參加多項對外活動或單獨行動來提升其知名度。2023年12月，辛裕烈在樂天控股有限公司被提升為未來成長室室長，同時兼任樂天生物科技有限公司全球策略室室長，負責尋找樂天集團未來的成長動力。

## 影響力
他的婚禮吸引了許多政界重量級人物的出席。包括前首相安倍晉三的到來，以及菅義偉（前內閣官房長官）、鹽崎恭久（前厚生勞動大臣）和二階俊博（前經濟產業大臣兼自民黨總務會長）等政治要人。辛東彬會長在VIP室迎接來賓，包括森喜朗（前首相）、岡田克也（前副首相兼民主黨代表）、竹下亘（前復興大臣）和額賀福志郎（前財務大臣）等，並與他們親切握手。中曾根康弘（前首相）的兒子中曾根弘文（前外務大臣）和曾任東京都知事的政治重量級人物石原慎太郎的兒子石原伸晃（前環境大臣）也出席了這場盛大且華麗的宴會，宴會邀請了超過470名日本知名嘉賓。